# Exogyra
Exogyre
Genre
Synonymes
- Nanogyra

Exogyra (les exogyres en français) est un genre fossile de mollusques (proches de l'huître) ayant vécu en milieu marin au Jurassique et au Crétacé.
On retrouve fréquemment dans les sédiments de grandes quantités de fossiles d'Exogyra qui s'accumulent sous forme de lumachelles, par exemple au Kimméridgien.

## Description
Il s'agit d'un mollusque bivalve à coquille inéquivalve, fixé à un substrat sous-marin dur par sa valve gauche très bombée et courbée en crochet. La valve droite est plate et de petite taille, en forme d'opercule.

## Environnement
Les exogyres vivaient dans des milieux marins peu profonds ayant un substrat dur sur lequel elles pouvaient se fixer.

## Liste d'espèces
Exogyra (sous-genre Exogyra) (Say, 1820)
- Exogyra africana Say, 1820[1]
- Exogyra aquillana Stephenson, 1953
- Exogyra arietina[2],[3]
- Exogyra callophyla Ihering, 1903
- Exogyra cancellata Stephenson, 1914
- Exogyra clarki Shattuck, 1903
- Exogyra columbella Meek, 1876
- Exogyra contorta Eichwald, 1868
- Exogyra costata

- Exogyra davidsoni[4]
- Exogyra columba
- Exogyra erraticostata Stephenson[5]
- Exogyra fimbriata Conrad, 1855
- Exogyra flabellata
- Exogyra ganhamoroba Maury, 1936

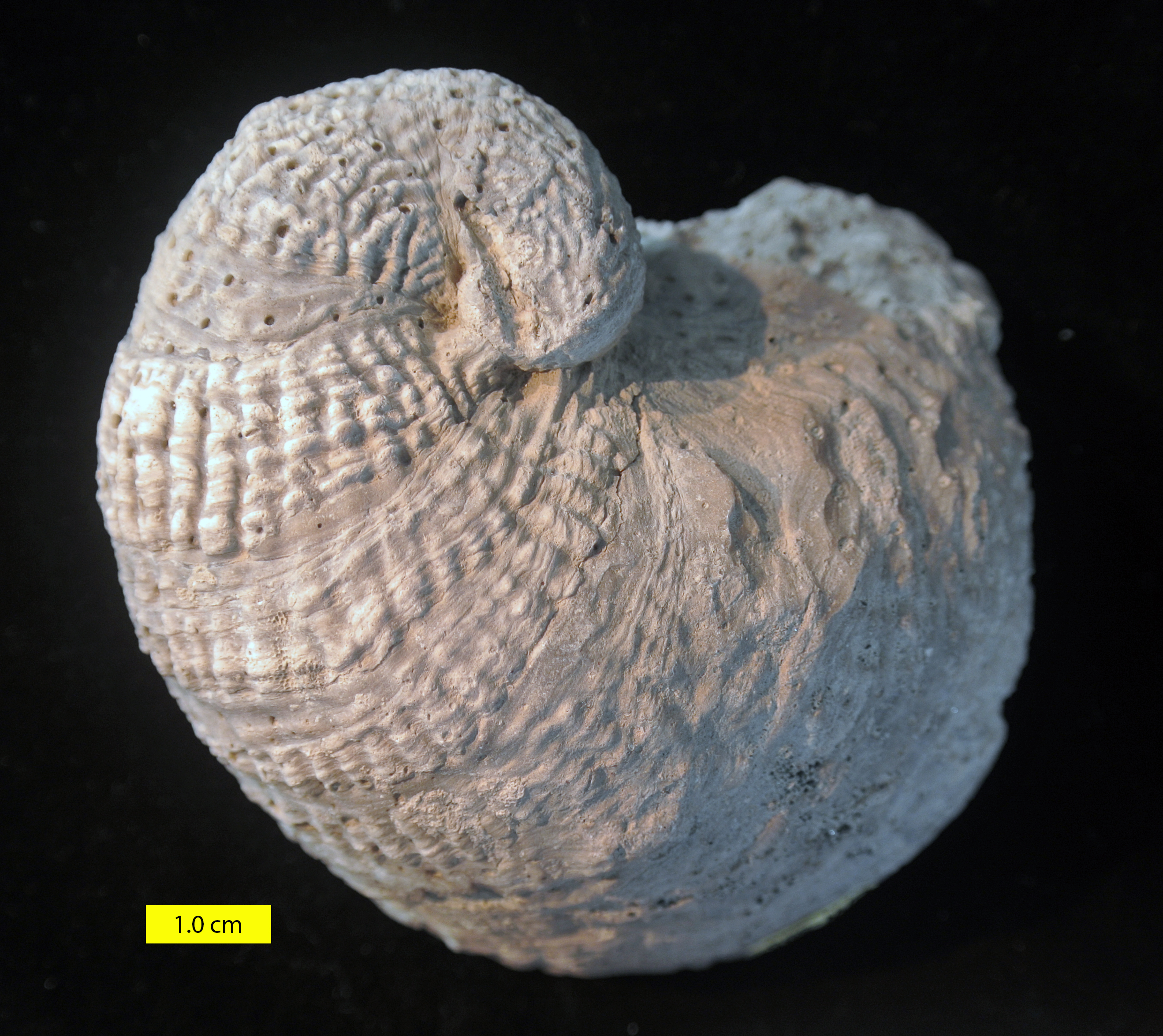
Exogyra costata, Prairie Bluff Chalk Formation (Maastrichtien); Starkville, Mississippi.

- Exogyra guadalupae Whitney, 1937 (thèse)
- Exogyra haliotoidea Maury, 1936
- Exogyra laevigata[6]
- Exogyra laeviuscula Roemer, 1849
- Exogyra lancha Stoyanow, 1949
- Exogyra levis Stephenson, 1952
- Exogyra mutatoria White, 1887
- Exogyra obliquata Pulteney[7]
- Exogyra paupercula Cragin, 1893
- Exogyra plexa Cragin, 1893
- Exogyra potosina Castillo and Aguilera, 1895
- Exogyra ponderosa Roemer, 1852
- Exogyra praevirgula Douville & Jourdy, 1924[8]
- Exogyra quitmanensis Cragin, 1893
- Exogyra sergipensis Maury, 1936
- Exogyra sigmoidea[9] Reuss, 1844
- Exogyra solea Muller, 1910
- Exogyra upatoiensis Stephenson, 1914
- Exogyra virgula Defrance, 1820
- Exogyra whitneyi Bose, 1910
- Exogyra woolmani Richards, 1947

Exogyra (sous-genre Aetostreon) (Bayle, 1878)
- Exogyra aquila Brongniart, 1871
- Exogyra bale
- Exogyra couloni Say, 1820
- Exogyra imbricatum Kraus, 1843[11] (possible morphotype d'E. couloni)
- Exogyra latissimum[12]
- Exogyra miotaurinensis Sacco, 1897[13] (espèce type du sous-genre)
- Exogyra neocomiensis[14]
- Exogyra pilmatuegrossum[15]
- Exogyra rectangularis[14]

## «Marnes à exogyres»
Les fossiles de l'espèce Exogyra virgula abondent dans les sédiments du Kimméridgien (Lorraine, Boulonnais, Charente-Maritime, canton du Jura en Suisse...) où elles forment des lumachelles.
Elles donnent leur nom à une formation géologique  : les « marnes à exogyres » dans les Bassins parisien et aquitain en France, ou « marnes à virgula » en Suisse.